# كين جونز (شاعر)
كين جونز (بالإنجليزية: Ken Jones)‏ هو ناشط وشاعر بريطاني، ولد في 18 مايو 1930 في ويلز في المملكة المتحدة، وتوفي في 2 أغسطس 2015 بسبب سرطان البروستاتا.